# Pimpla indra
Pimpla indra är en stekelart som beskrevs av Cameron 1899. Pimpla indra ingår i släktet Pimpla och familjen brokparasitsteklar. Inga underarter finns listade i Catalogue of Life.